# Baiso (Emilia-Romagna)

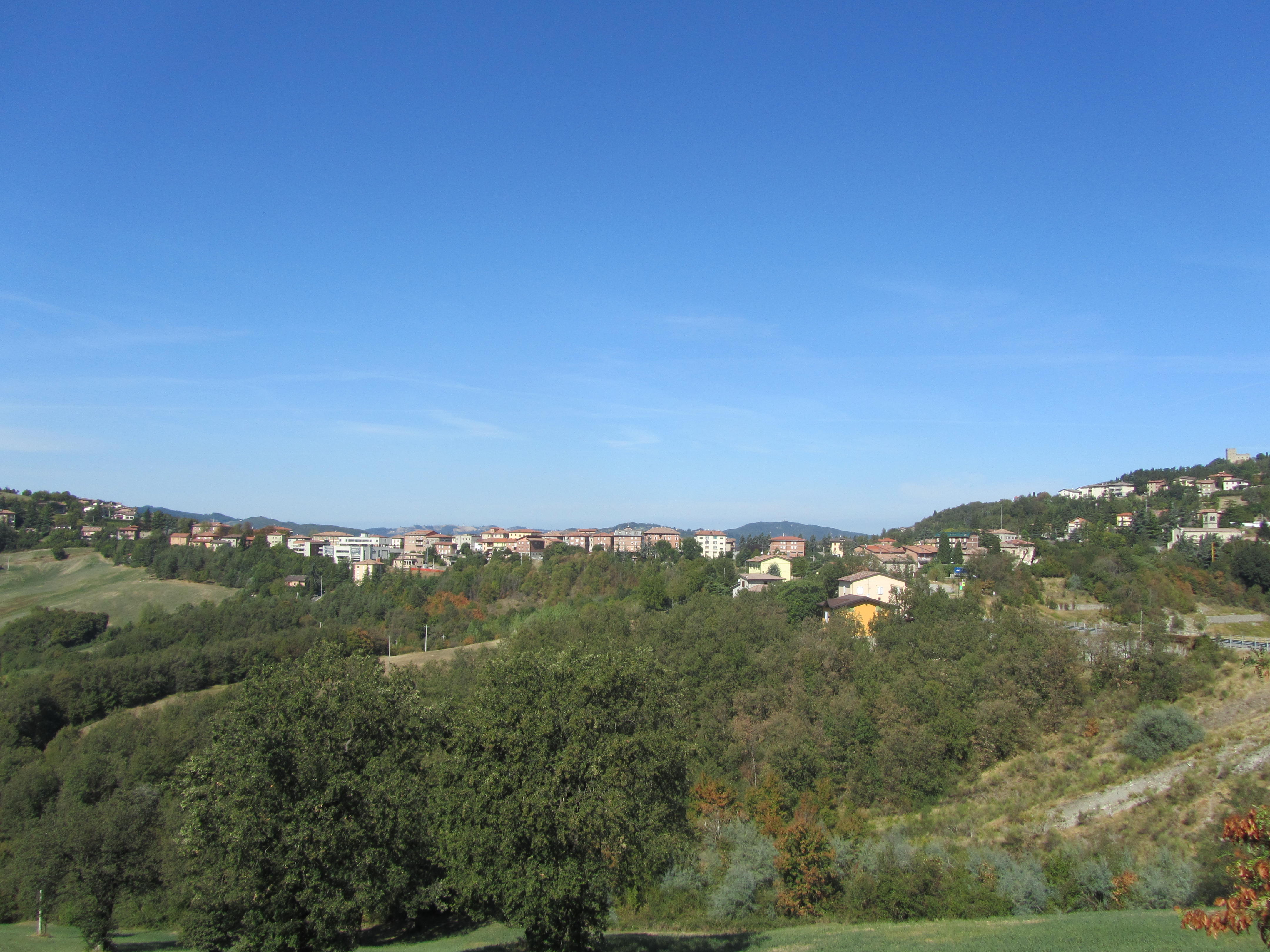
Baiso

Baiso ist eine italienische Gemeinde (comune) mit 3227 Einwohnern (Stand 31. Dezember 2023) in der Provinz Reggio Emilia in der Emilia-Romagna. Die Gemeinde liegt etwa 22,5 Kilometer südlich von Reggio nell’Emilia. Baiso grenzt unmittelbar an die Provinz Modena. Diese östliche Gemeindegrenze bildet die Secchia.

## Geschichte
Baiso wird erstmals urkundlich als Basigium 954 erwähnt.

## Verkehr
Durch den östlichen Rand der Gemeinde führt die Strada Statale 486 di Montefiorino (heute teilweise eine Provinzstraße) von Modena zum Passo delle Radici.